# DSB M 21–22
Die Benzin-Triebwagen der Baureihe DSB M 21–22 wurden 1926 von Danske Statsbaner (DSB) in Dänemark für den Betrieb auf weniger frequentierten Bahnstrecken beschafft.
Zu Beginn der Triebwagenbeschaffung in Dänemark wurden alle Fahrzeuge der DSB bis zur Einführung von Baureihen mit „M“ beginnend durchnummeriert.

## Geschichte
Wie in anderen europäischen Ländern wurde in Dänemark versucht, den Fahrgastbetrieb auf wenig frequentierten Strecken kostengünstig zu gestalten und auf dampflokgeführte Züge zu verzichten. Die Danske Statsbaner ließen zu diesem Zweck 1926 zwei benzingetriebene Triebwagen bei der dänischen Lokomotivfabrik Triangel in Odense bauen. Die Fahrzeuge hatten die Fabriknummern 935 und 936 und wurden als M 21 und M 22 bezeichnet.
M 21 wurde am 20. Juli 1926 geliefert und absolvierte seine Probefahrt am 29. Juli, M 22 folge am 6. August 1926 und ging am 14. August auf Probefahrt. Beide Triebwagen wurden dem 2. Distrikt (Jütland/Fünen) zugeteilt.

## Technische Ausstattung
Im Gegensatz zu den ein Jahr zuvor gelieferten Triebwagen DSB M 1–3 hatten die beiden Fahrzeuge an jedem Wagenende einen Sechs-Zylinder-Benzinmotor von Continental, der für die Fahrt in die jeweilige Richtung benutzt wurde. Dieser lag nicht wie bei den Vorgängern außerhalb des Wagenkastens, sondern wurde von diesem fast umschlossen. Die Leistungsübertragung erfolgte mit einem mechanischen Getriebe.

## DSB MC 21 und 22
1928 erfolgte die Aufteilung der DSB-Triebwagen auf Baureihen. Dabei erhielten diese beiden die Baureihenbezeichnung DSB MC und die Betriebsnummern MC 21 und MC 22. Zuvor waren alle Triebwagen der DSB mit M beginnend durchnummeriert worden. Die Baureihe MC wurde 1950 erneut belegt, da zu diesem Zeitpunkt diese hier beschriebenen Fahrzeuge nicht mehr im Bestand der DSB waren.
Nach der Umnummerierung verblieben die beiden Triebwagen weiter im 2. Distrikt. 1938 und 1939 waren sie in Århus abgestellt.
1939 erfolgte die Umstationierung von MC 22 nach Struer. Von dort wurde er ein Jahr später nach Kopenhagen-Østerport umbeheimatet. MC 21 kam 1940 im Maschinendepot in Århus Østbanegård (Århus Ø) wieder in Fahrt. Der Bahnhof war zu diesem Zeitpunkt Endbahnhof der Bahnstrecke Århus–Greena und ist heute eine Haltestelle der Aarhus Nærbane. Er wurde noch im gleichen Jahr ebenfalls nach Østerport überstellt.

## DSB MC 611 und 612
1941 erhielten beide Fahrzeuge neue Betriebsnummern: MC 21 wurde MC 611 und MC 22 wurde MC 612. In Østerport wurden sie nicht planmäßig eingesetzt, sondern standen der Generaldirektion der DSB für Sonderaufgaben zur Verfügung. 1942 erfolgte eine direkte Stationierung in der Centralværkstedet København (Cvk Kh – deutsch Zentralwerkstatt Kopenhagen) bei gleichem Aufgabenbereich.
MC 611 wurde 1943 für 40.000 Kronen an die Næstved–Præstø–Mern Banen verkauft. MC 612 wurde 1946 nach Ringsted umbeheimatet und dort 1947 ausgemustert.

## NPMB M 9
MC 612 wurde 1943 von der Næstved–Præstø–Mern Banen (NPMB) erworben und als NPMB M 9 bezeichnet. Dort wurde er wegen Treibstoffmangel während der Kriegsjahre mit zwei Gasgeneratoren ausgestattet und blieb bis 1945 im Einsatz. Der Triebwagen wurde in diesem Jahr für 89.000 Kronen an die Lyngby–Nærum Jernbane weiter veräußert.

## LNJ M 6
Bei der Lyngby–Nærum Jernbane wurde der Triebwagen mit der Betriebsnummer LNJ M 6 bezeichnet. Ein Motor hatte 1946 einen Schaden, wodurch das Fahrzeug längere Zeit nicht mehr als Einzelfahrzeug eingesetzt werden konnte. Nach einem Achsbruch am 20. Februar 1952 in Fuglevad wurde der Triebwagen abgestellt. 1954 erfolgte der Verkauf als Schrott an Det danske Stålvalseværk für 1.600 Kronen und vor dort nach kurzer Zeit an Hillerød–Frederiksværk–Hundested Jernbane.

## HFHJ C 28
Der erworbene ehemalige Triebwagen wurde von der Hillerød–Frederiksværk–Hundested Jernbane ohne Motoren aufgearbeitet und in einen dreiachsigen Personenwagen 3. Klasse umgebaut. Dabei erhielt er im Fahrgastraum 75 Sitzplätze. 1966 erfolgte seine Ausmusterung. Nach der Abstellung auf einem Nebengleis im Borupgård Teglværk geriet er 1967 in Brand und wurde zerstört.